# Creative Technology

Creative Technology Limited, tidigare Creative Labs, är ett världsledande företag som tillverkar multimediaprodukter för datorer. Företaget har sitt säte i Singapore och skapades av Sim Wong Hoo 1 juni 1981. Företaget har 5800 anställda jorden runt.[källa behövs]
Creative har tillverkat eller tillverkar följande multimediaprodukter:
- Ljudkort, som exempel de kända Sound Blaster-korten for PC-datorer.
- Ljudsystem för datorspel.
- Högtalare
- Grafikkort
- CD-ROM- och DVD-spelare.
- Webbkameror
- Optiska datormöss och tangentbord.
- MP3-spelare
- Samplers och synthesizers under varumärkena E-mu Systems och Ensoniq.